# Kozerki Open 2023 - Doppio
Il doppio maschile del torneo di tennis professionistico Kozerki Open 2023, facente parte della categoria Challenger 100 nell'ambito dell'ATP Challenger Tour 2023, si è giocato dal 14 al 20 agosto 2023 a Grodzisk Mazowiecki, in Polonia.
Tra le sedici coppie di partecipanti erano assenti Robin Haase e Philipp Oswald, i detentori del titolo.
In finale Théo Arribagé e Luca Sanchez hanno sconfitto Anirudh Chandrasekar e Vijay Sundar Prashanth con il punteggio di 6–4, 6–4.

## Teste di serie
1. Ariel Behar /  Adam Pavlásek (quarti di finale)
2. Sander Arends /  David Pel (primo turno)

1. Théo Arribagé /  Luca Sanchez (campioni)
2. Anirudh Chandrasekar /  Vijay Sundar Prashanth (finale)

## Wildcard
1. Maks Kaśnikowski /  Szymon Kielan (primo turno)

1. Łukasz Kubot /  Kacper Żuk (primo turno)

## Tabellone

### Legenda
| - Q = Qualificato - WC = Wild card - LL = Lucky loser | - ALT = Alternate - SE = Special Exempt - PR = Protected Ranking | - w/o = Walkover - r = Ritirato - d = Squalificato |

|  | Primo turno | Primo turno                   | Primo turno                   | Primo turno | Primo turno |  |  | Quarti di finale | Quarti di finale            | Quarti di finale            | Quarti di finale     | Quarti di finale     |    |      | Semifinali | Semifinali                  | Semifinali                  | Semifinali                                  | Semifinali                                  |   |   | Finale | Finale | Finale | Finale | Finale |  |
|  |             |                               |                               |             |             |  |  |                  |                             |                             |                      |                      |    |      |            |                             |                             |                                             |                                             |   |   |        |        |        |        |        |  |
|  | 1           | A Behar A Pavlásek            | A Behar A Pavlásek            | 7           | 6           |  |  |                  |                             |                             |                      |                      |    |      |            |                             |                             |                                             |                                             |   |   |        |        |        |        |        |  |
|  |             | N Kaliyanda Poonacha A Taylor | N Kaliyanda Poonacha A Taylor | 64          | 3           |  |  | 1                | A Behar A Pavlásek          | 61                          | 6                    | [4]                  |    |      |            |                             |                             |                                             |                                             |   |   |        |        |        |        |        |  |
|  | WC          | M Kaśnikowski S Kielan        | M Kaśnikowski S Kielan        | 5           | 3           |  |  |                  | D Sharan I Zelenay          | 7                           | 3                    | [10]                 |    |      |            |                             |                             |                                             |                                             |   |   |        |        |        |        |        |  |
|  |             | D Sharan I Zelenay            | D Sharan I Zelenay            | 7           | 6           |  |  |                  |                             |                             |                      |                      |    |      |            | D Sharan I Zelenay          | 5                           | 6                                           | [9]                                         |   |   |        |        |        |        |        |  |
|  | 3           | T Arribagé L Sanchez          | T Arribagé L Sanchez          | 6           | 6           |  |  |                  |                             | 3                           | T Arribagé L Sanchez | 7                    | 4  | [11] |            |                             |                             |                                             |                                             |   |   |        |        |        |        |        |  |
|  |             | M Hermans P Somani            | M Hermans P Somani            | 3           | 2           |  |  | 3                | T Arribagé L Sanchez        | 4                           | 6                    | [10]                 |    |      |            |                             |                             |                                             |                                             |   |   |        |        |        |        |        |  |
|  |             | C Broom M Whitehouse          | C Broom M Whitehouse          | 6           | 6           |  |  |                  | C Broom M Whitehouse        | 6                           | 3                    | [8]                  |    |      |            |                             |                             |                                             |                                             |   |   |        |        |        |        |        |  |
|  | WC          | Ł Kubot K Żuk                 | Ł Kubot K Żuk                 | 2           | 1           |  |  |                  |                             |                             |                      |                      |    |      | 3          | Théo Arribagé Luca Sanchez  | Théo Arribagé Luca Sanchez  | 6                                           | 6                                           |   |   |        |        |        |        |        |  |
|  |             | A Santillan R Statham         | A Santillan R Statham         | 6           | 6           |  |  |                  |                             |                             |                      |                      |    |      |            |                             | 4                           | Anirudh Chandrasekar Vijay Sundar Prashanth | Anirudh Chandrasekar Vijay Sundar Prashanth | 4 | 4 |        |        |        |        |        |  |
|  |             | J-s Nam J Nedunchezhiyan      | J-s Nam J Nedunchezhiyan      | 1           | 2           |  |  |                  | A Santillan R Statham       | A Santillan R Statham       | 5                    | 2                    |    |      |            |                             |                             |                                             |                                             |   |   |        |        |        |        |        |  |
|  |             | M Copil S Walków              | M Copil S Walków              | 3           | 4           |  |  | 4                | A Chandrasekar VS Prashanth | A Chandrasekar VS Prashanth | 7                    | 6                    |    |      |            |                             |                             |                                             |                                             |   |   |        |        |        |        |        |  |
|  | 4           | A Chandrasekar VS Prashanth   | A Chandrasekar VS Prashanth   | 6           | 6           |  |  |                  |                             |                             |                      |                      |    |      | 4          | A Chandrasekar VS Prashanth | A Chandrasekar VS Prashanth | 7                                           | 6                                           |   |   |        |        |        |        |        |  |
|  |             | V Durasovic V Uzhylovskyi     | V Durasovic V Uzhylovskyi     | 3           | 4           |  |  |                  |                             |                             | L Johnson S Mansouri | L Johnson S Mansouri | 62 | 2    |            |                             |                             |                                             |                                             |   |   |        |        |        |        |        |  |
|  |             | I Liutarevich V Manafov       | I Liutarevich V Manafov       | 6           | 6           |  |  |                  | I Liutarevich V Manafov     | I Liutarevich V Manafov     | 4                    | 4                    |    |      |            |                             |                             |                                             |                                             |   |   |        |        |        |        |        |  |
|  |             | L Johnson S Mansouri          | L Johnson S Mansouri          | 6           | 6           |  |  |                  | L Johnson S Mansouri        | L Johnson S Mansouri        | 6                    | 6                    |    |      |            |                             |                             |                                             |                                             |   |   |        |        |        |        |        |  |
|  | 2           | S Arends D Pel                | S Arends D Pel                | 3           | 4           |  |  |                  |                             |                             |                      |                      |    |      |            |                             |                             |                                             |                                             |   |   |        |        |        |        |        |  |